# ليلي الساحرة: التنين والكتاب السحري
ليلي الساحرة: التنين والكتاب السحري هو فيلم من نوع عائلي وفنتازيا أُصدر في 19 فبراير 2009. الفيلم من توزيع استوديوهات والت ديزني للترفيه، وهو من إخراج ستيفان روزوتسكي، أما السيناريو فكان من كتابة ستيفان روزوتسكي وKnister ‏.

## طاقم التمثيل
- Theo Trebs [الإنجليزية]‏
- سامي هرتسوغ  [لغات أخرى]‏
- Sven Pippig [الإنجليزية]‏
- روبن فان دير مير [الإنجليزية]‏
- Yvonne Catterfeld [الإنجليزية]‏
- Adele Neuhauser [الإنجليزية]‏
- Michael Mittermeier [الإنجليزية]‏
- بيلار بارديم
- Antonia Cäcilia Holfelder  [لغات أخرى]‏
- كارل ماركوفيتش
- انيا كلينغ
- Ingo Naujoks [الإنجليزية]‏
- ايرم هيرمان
- الينا فرويند
- Erwin Steinhauer [الإنجليزية]‏

## الإنتاج
موسيقى الفيلم التصويرية كانت من تأليف Ian Honeyman ‏.

## وصلات خارجية
- ليلي الساحرة: التنين والكتاب السحري على موقع IMDb (الإنجليزية)
- ليلي الساحرة: التنين والكتاب السحري على موقع ألو سيني (الفرنسية)
- ليلي الساحرة: التنين والكتاب السحري على موقع Turner Classic Movies (الإنجليزية)
- ليلي الساحرة: التنين والكتاب السحري على موقع أول موفي (الإنجليزية)
- ليلي الساحرة: التنين والكتاب السحري على موقع فيلمافينيتي (الإسبانية)
- ليلي الساحرة: التنين والكتاب السحري على موقع قاعدة بيانات الفيلم (الإنجليزية)
- ليلي الساحرة: التنين والكتاب السحري على موقع ليتربوكسد (الإنجليزية)
- ليلي الساحرة: التنين والكتاب السحري على موقع كينوبويسك (الروسية)